# Staatliches Streichquartett Vilnius

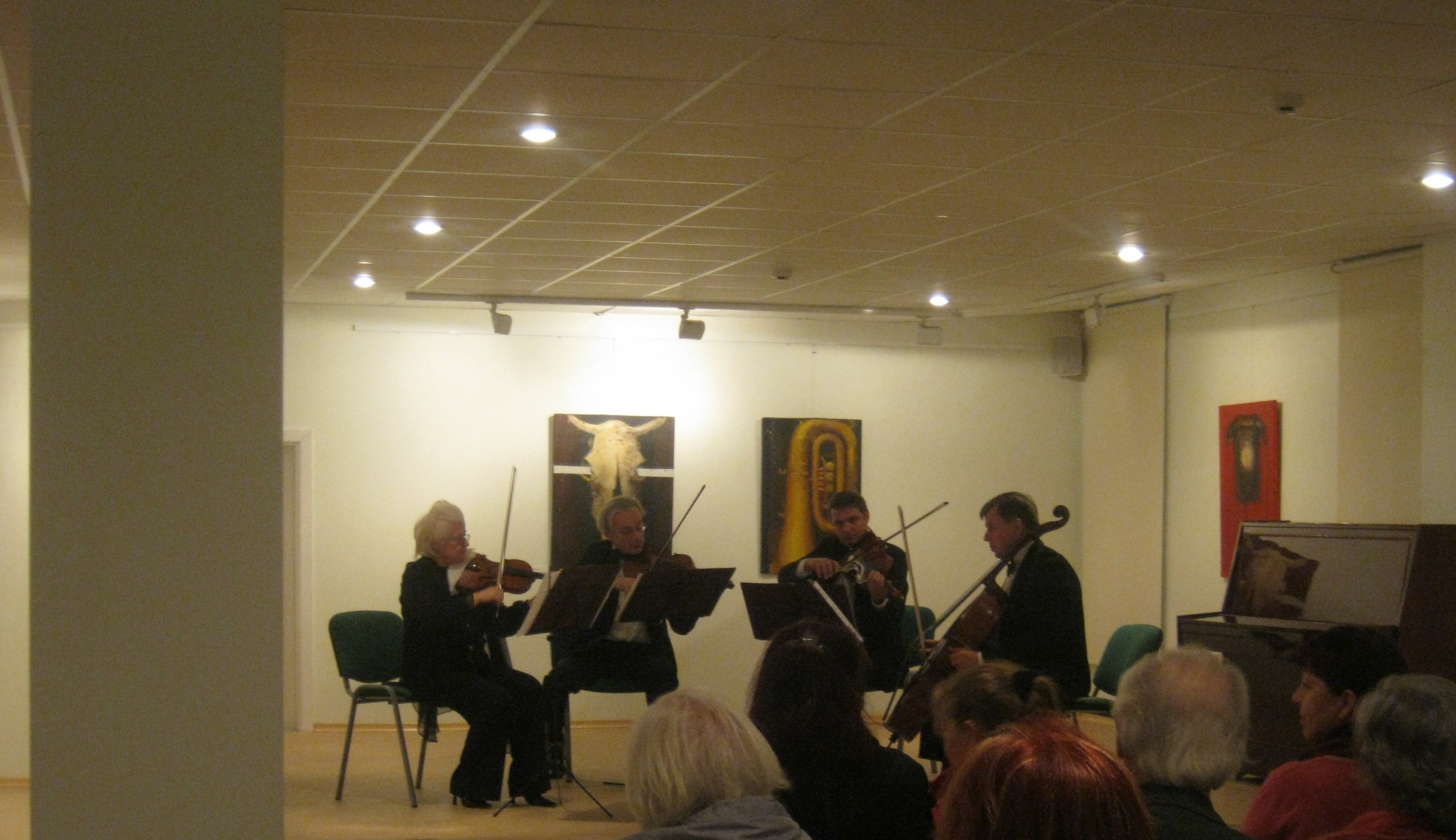
Streichquartett in Jonava, Litauen (2011)

Das Staatliche Streichquartett Vilnius (lit. Valstybinis Vilniaus kvartetas) ist ein staatliches Streichquartett in der litauischen Hauptstadt Vilnius. Das erste Debüt fand 1965 statt. Die litauischen Musiker absolvierten die Aspirantur bei  V. N. Gvozdecki (Гвоздецкий) am Moskauer Konservatorium in Russland und eine Weiterbildung in Budapest. Sie wurden Mitglieder des neuen Streichquartetts in Litauen. Seit 1973  trägt das Streichquartett den Namen von Vilnius. Es wurde mehrmals ausgezeichnet.

## Mitglieder
- Erste Violine: Dalia Kuznecovaitė (* 1988)
- Zweite Violine: Artūras Šilalė
- Viola: Girdutis Jakaitis
- Violoncello: Augustinas Vasiliauskas

## Auszeichnungen
- 1979: Staatspreis der LiSSR
- 2002: Antanas-Razma-Preis (USA)
- 2004: Nationaler Kunstpreis Litauens